# Orselina
Orselina je obec ve švýcarském kantonu Ticino, okresu Locarno. Žije zde 727 obyvatel.

## Geografie

Letecký pohled (1953)

Obec se nachází nad Locarnem na svahu s výhledem na jezero Lago Maggiore. Území obce se dříve nazývalo Consiglio Mezzano (z Concilium medievale). Sousedními obcemi jsou Locarno, Minusio a Muralto. Do roku 1881 byly Orselina a Muralto jednou politickou obcí.

## Historie
V roce 1881 se od „Vicinia die Orselina“, která existovala jako obec od roku 1803, oddělila současná obec Muralto, bývalá „dolní Orselina“ v blízkosti jezera. Obě obce se již v předchozích desetiletích stále více sociálně a prostorově oddělovaly a v roce 2011 se v referendu nepodařilo sloučit obce Locarno, Muralto, Minusio, Orselina, Brione sopra Minusio, Mergoscia a Tenero-Contra.

## Obyvatelstvo

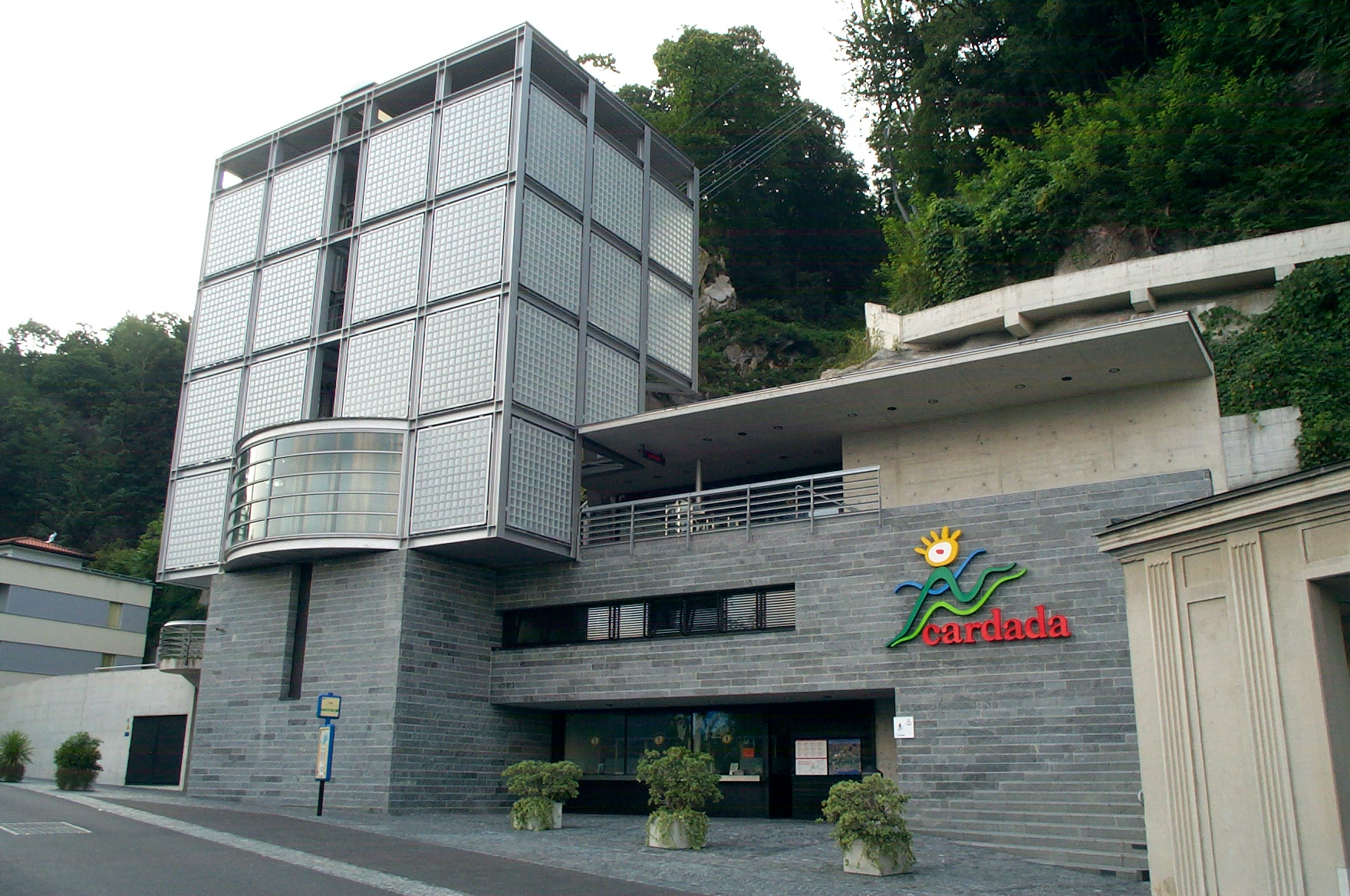
Stanice lanovky na vrchol Cardada

| Rok            | 1596 | 1801 | 1850 | 1880 | 1888 | 1900 | 1950 | 2000 | 2010 | 2020 |
| Počet obyvatel | 104  | 537  | 782  | 1206 | 227  | 212  | 648  | 866  | 755  | 706  |

## Doprava
Do Orseliny vede lanovka z Locarna (poblíž locarnského přístaviště). Lanovka Locarno – Muralto – Belvedere – Madonna del Sasso – Orselina byla postavena v roce 1906. Výraznou dominantou obce je lanovka na vrchol Cardada, která byla otevřena v roce 2000 a má nově vybudovanou údolní stanici podle návrhu Maria Botty.
Na území obce se nenachází žádná železniční trať, nejbližší železniční spojení je možné do stanice Locarno, nacházející se v sousední obci Muralto. Spojení s okolními obcemi zajišťují autobusové linky Ferrovie autolinee regionali ticinesi (FART).

## Osobnosti
- Joachim Wach (1898–1955), religionista a historik